# KZ Водолея
KZ Водолея (лат. KZ Aquarii), HD 213748 — одиночная переменная звезда в созвездии Водолея на расстоянии приблизительно 1435 световых лет (около 440 парсеков) от Солнца. Видимая звёздная величина звезды — от +8,15m до +8,05m.

## Характеристики
KZ Водолея — красный гигант, пульсирующая медленная неправильная переменная звезда (LB:) спектрального класса M1 или M3III. Эффективная температура — около 3698 К.